# Medische Faculteit der Leidse Studenten
De Medische Faculteit der Leidse Studenten, veelal afgekort tot M.F.L.S., is een studievereniging van de opleidingen geneeskunde, biomedische wetenschappen, farmacie, vitality and ageing en sinds 2021 population health management van de Universiteit Leiden. De vereniging organiseert diverse activiteiten voor studenten, coassistenten, artsen en onderzoekers. Verder behartigt de M.F.L.S. de belangen van de studenten binnen de Leidse Faculteit der Geneeskunde/LUMC, op zowel educatief gebied als bij algemene activiteiten.
De studievereniging werd in 1912 opgericht door het Leidsche Studentencorps. Er was toen sprake van de Medische Faculteit der Leidse Studenten, ingesteld door het Leidsch Studentencorps. Iedere medische student kon in die tijd van deze vereniging lid worden. In de jaren 30 bedroeg de contributie ƒ 2,50 per jaar. Al snel werd de M.F.L.S. beschouwd als vertegenwoordiger van de medische studenten. Dit kwam tot uiting door de uitnodiging van hoogleraren tot overleg bij de onderwijshervormingen van kort na de Eerste Wereldoorlog. Op 1 november 1969 werden in verband met veranderingen van het verenigingsrecht nieuwe statuten bekrachtigd, waarmee de Vereniging van de Medische Faculteit der Leidse Studenten een feit was.
Inmiddels is iedere student aan de Leidse Faculteit der Geneeskunde automatisch lid van de M.F.L.S. Dit heeft tot gevolg dat de vereniging inmiddels ruim 3000 leden heeft. Lidmaatschap is tegenwoordig gratis.
De vereniging wordt geleid door een jaarlijks wisselend bestuur, waarin studenten van alle zeven de vertegenwoordigde studies zitting in kunnen nemen. Vele jaren lang zetelde dit bestuur in het eigen verenigingsgebouw Het Palaît op het faculteitsterrein van de Faculteit der Geneeskunde. Begin 2005 verhuisde het bestuur naar een nieuwe ruimte in het Leids Universitair Medisch Centrum. Inmiddels is hier ook Sociëteit HePatho, de bar die wordt beheerd en geëxploiteerd door de M.F.L.S., gevestigd.